# Georgia Southern University

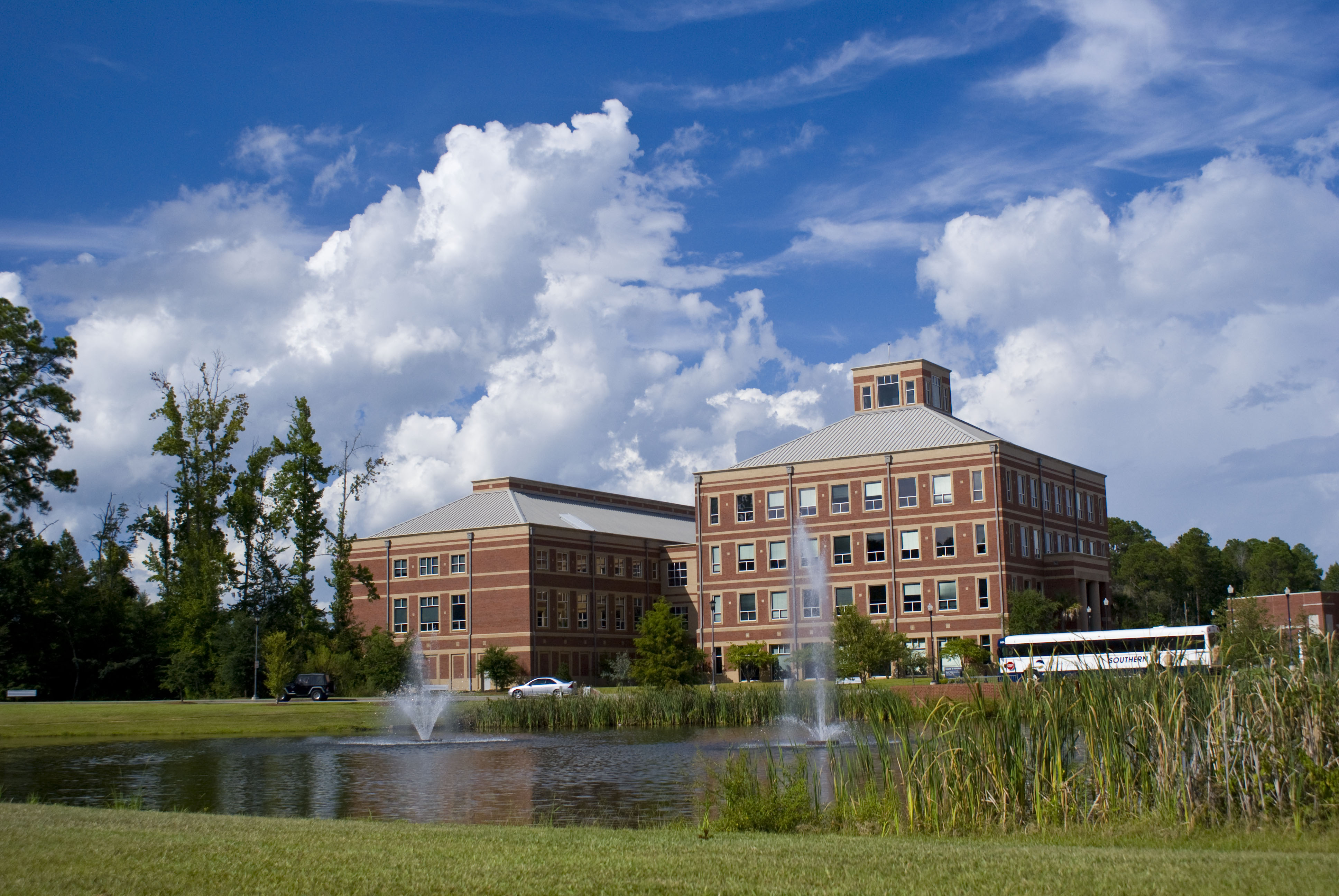
Education building

Die Georgia Southern University ist eine staatliche Universität in Statesboro im US-Bundesstaat Georgia. Mit 19.000 Studenten (Herbstsemester 2009) ist sie die größte Hochschule im Süden von Georgia. Sie wurde 1906 gegründet und ist heute, als eine Carnegie Doctoral/Research Universität, Teil des University System of Georgia.
In der Universität ist die United States National Tick Collection untergebracht.

## Sport
Die Sportteams der Georgia Southern sind die Eagles. Die Hochschule ist seit 2014 Mitglied in der Sun Belt Conference.

## Persönlichkeiten
- Younghoe Koo (* 1994) – American-Football-Spieler
- Julius Jenkins (* 1981) – Basketballspieler
- Jerick McKinnon (* 1992) – American-Football-Spieler
- Christoph Heusgen (* 1955) – Diplomat